# Chantesse
Chantesse é uma comuna francesa na região administrativa de Auvérnia-Ródano-Alpes, no departamento de Isère. Estende-se por uma área de 5,83 km². Em 2010 a comuna tinha 354 habitantes (densidade: 60,7 hab./km²).